# Escritura persuasiva
La escritura persuasiva es una forma de comunicación escrita destinada a convencer o influenciar a los lectores para que acepten una idea u opinión particular y, como resultado, inspirar a los lectores a realizar una acción o a tomar partido ante una situación. 
Son amplios los tipos de textos escritos que utilizan técnicas de persuasión para influir en los lectores. Entre ellos encontramos: ensayos críticos, reseñas, artículos académicos, redacciones editoriales, propuestas comerciales, anuncios publicitarios, folletos, panfletos y todo tipo de escritos políticos y propagandísticos.
La escritura persuasiva también se puede emplear en el adoctrinamiento y para realizar lavado mental  por medio de la heterosugestión. Esto ha dado origen a diversas críticas que se abordan más adelante en este artículo.
A menudo se confunde a la escritura persuasiva con la redacción de opiniones; sin embargo, si bien ambos enfoques de escritura pueden compartir temas similares, la escritura persuasiva suele estar respaldada por hechos o por argucias y estratagemas, mientras que la escritura de opinión está basada en las emociones y las percepciones. 
La escritura persuasiva es un tipo de escritura de no ficción en la que los escritores utilizan argumentos lógicos y palabras y frases cuidadosamente elegidas para alterar la percepción de la audiencia o interlocutor ante el mensaje escrito y con respecto a las ideas comunicadas por el autor. Vale la pena señalar que algunas obras literarias arraigadas en el género de ficción también podrían clasificarse como escritos persuasivos. 

## Técnicas comunes en la escritura persuasiva
Para establecer credibilidad y autenticidad, se presentan pruebas sólidas, tales como hechos y estadísticas, declaraciones de autoridades expertas y resultados de investigaciones. Es más probable que los lectores se pongan del lado de la posición del escritor o estén de acuerdo con su opinión si está respaldada por evidencia verificable o si el escritor emplea argucias para dar una falsa validación a su mensaje.[cita requerida]
Es posible mejorar la idea u opinión del escritor por medio de ejemplos o anécdotas concretas, relevantes y razonables, que podrían basarse en observaciones o en la experiencia personal del escritor. La información precisa, actual y equilibrada aumenta la credibilidad de la escritura persuasiva.
Es habitual que el escritor no sólo presente evidencia para favorecer sus ideas sino que también analice críticamente algunas evidencias que se oponen a las suyas.

## Categorías de la Escritura Persuasiva
Se clasifica a la escritura persuasiva en cinco categorías: retórica, artesanía, autenticidad, reflexividad e imaginación. 
La retórica se refiere a las diversas técnicas utilizadas para atraer a la audiencia, como el ethos, el logos y el pathos. 
La artesanía implica el uso hábil del lenguaje, como el uso adecuado de la gramática, el vocabulario y la estructura de las oraciones, para transmitir de manera efectiva el mensaje deseado. 
La autenticidad se refiere a la credibilidad y confiabilidad de los argumentos del escritor. 
La reflexividad implica la reflexión del escritor sobre sus propios prejuicios y perspectivas para garantizar la objetividad y equidad de su argumento. 
La imaginación implica el uso de ideas creativas e innovadoras para hacer que el argumento sea más convincente y atractivo.
A continuación se explican en detalle estas categorías:

### 1. Retórica
El arte de la persuasión se encuentra en el centro de la escritura retórica. Hay tres atractivos retóricos que desempeñan papeles cruciales en la construcción de un argumento persuasivo: el ethos, el pathos y el logos, que abordaremos a continuación:
Ethos: Se refiere a la credibilidad o al atractivo ético del escritor. Se logra presentando las calificaciones, reputación o experiencias del autor que lo convierten o le dan apariencia de ser una autoridad en el tema o temas abordados en el texto persuasivo. Consiste principalmente en la acreditación y validación del origen del texto.
Pathos: Apela a las emociones, a los valores y a los deseos del lector. Consiste en la creación de una respuesta emocional. En otras palabras, busca motivar a los lectores por medio de sentimientos como miedo, asco, morbo, lástima, alegría, ira, repulsión, etc.. 
Logos es la apelación lógica, basada en el razonamiento y la evidencia. Implica presentar un argumento claro y racional respaldado por hechos, estadísticas o testimonio de expertos.

### 2. Artesanía
La habilidad en la escritura persuasiva implica emplear el lenguaje de manera efectiva. Esto incluye el uso de vocabulario y gramática apropiados, la claridad al expresar ideas y la creación de un flujo lógico de las ideas. El escritor también hace uso de recursos retóricos como la repetición, la analogía y la metáfora para mejorar la persuasión de su argumento.

### 3. Autenticidad
En la escritura persuasiva, la autenticidad se establece cuando los argumentos del escritor son creíbles y convincentes. Esto se logra utilizando un razonamiento sólido, presentando evidencias verificables y bien investigadas; así mismo, abordando contraargumentos. También implica la honestidad y la transparencia del escritor en su postura y en las limitaciones de su argumentación.

### 4. Reflexividad
La reflexividad en la escritura persuasiva implica la autorreflexión crítica del escritor sobre sus propias perspectivas y posibles sesgos. Al reconocer y abordar sus prejuicios, el escritor puede hacer que su argumento sea más objetivo y creíble.

### 5. Imaginación
La imaginación juega un papel clave en la escritura persuasiva, especialmente en la creación de argumentos atractivos y convincentes. El escritor puede utilizar enfoques creativos para presentar su argumento, incluyendo la narración, la metáfora, las analogías populistas, referencias folclóricas, imágenes literarias vívidas y expresiones figurativas. Esto puede hacer que el argumento sea más identificable y memorable, lo que incrementa la capacidad de persuasión del texto.

## Críticas
Si bien la escritura persuasiva es una forma de comunicación ampliamente utilizada y aceptada, no está exenta de críticas. Estas críticas van desde su potencial de manipulación hasta los sesgos del autor y de la intencionalidad del escrito.
Manipulación y desinformación: Con frecuencia los críticos  establecen paralelismos entre la escritura persuasiva y la propaganda, expresando preocupaciones sobre su posible uso indebido para difundir información errónea, aún siendo verosimil. En lugar de fomentar el pensamiento crítico, la escritura persuasiva puede llevar al lector a una conclusión predeterminada (incluso con intenciones perjudiciales), particularmente mediante el uso de apelaciones emocionales (pathos). El Oxford English Dictionary define la propaganda como "información, naturaleza especialmente sesgada o engañosa, utilizada para promover una causa o un punto de vista político particular". 
Simplificación excesiva y falta de objetividad: en un intento de hacer que un argumento sea convincente y claro, la escritura persuasiva puede simplificar temas complejos en demasía, lo que implica un sesgo de omisión: donde los diversos matices de interpretación y las múltiples perspectivas críticas prácticamente desaparecen. Los críticos argumentan que, por su naturaleza, la escritura persuasiva está diseñada para convencer al lector de un punto de vista específico, que no siempre es equilibrado u objetivo, sino sesgado.
Prácticas educativas: La crítica específica está dirigida a la práctica educativa de enseñar el "formato de ensayo persuasivo" en las escuelas. Este formato a menudo anima a los estudiantes a eliminar las palabras indirectas y hacer afirmaciones definitivas, fomentando una sensación de certeza absoluta. Por ejemplo, se podría recomendar a los estudiantes que reemplacen frases subjetivas como "Creo que este personaje está confundido", por afirmaciones más definitivas como "Este personaje está confundido", aparentemente para transmitir confianza. 
Contramedidas: En respuesta a estas críticas, algunos abogan por un enfoque más holístico, similar a las metodologías desapasionadas de los exploradores, científicos o jueces; en lugar de la defensa entusiasta que a menudo se asocia con abogados o guerreros. Promueven estrategias para eliminar prejuicios internos y alientan la búsqueda de evidencia desapasionadamente, fomentando una comprensión más matizada de temas complejos y equipando a los lectores para interactuar críticamente con la información presentada.